# Canton de Bastia-3
Le canton de Bastia-3 est une division administrative française située dans le département de la Haute-Corse et la collectivité territoriale de Corse.

## Histoire
Le canton est créé par le décret du 18 août 1973 à la suite du démantèlement des anciens cantons de Bastia-I et de Bastia-II ; il prend l'appellation officielle de « canton de Bastia-III (Turette) ».
Le décret du 26 février 2014, qui entre en vigueur lors des élections départementales de mars 2015, modifie les limites du canton qui comprend depuis une fraction de la ville de Bastia.

## Représentation

### Représentation avant 2015
| Période | Période | Identité               | Étiquette | Qualité                                          |
| ------- | ------- | ---------------------- | --------- | ------------------------------------------------ |
| 1973    | 1979    | Jean-Etienne Marchioni | SFIO-PS   | Maire de Giuncaggio                              |
| 1979    | 1992    | Auguste Poggi          | MRG       | Notaire à Bastia                                 |
| 1992    | 1998    | Jacky Pasquini         | RPR       |                                                  |
| 1998    | 2015    | Jean-Jacques Vendasi   | PRG       | Président du Sporting-club de Bastia (1982-1985) |

### Représentation depuis 2015
| Période élective | Période élective | Mandat | Mandat            | Identité              | Nuance | Nuance | Qualité |
| ---------------- | ---------------- | ------ | ----------------- | --------------------- | ------ | ------ | --- |
| 2015             | 2016             | 2015   | 2016 (annulation) | Joseph Gandolfi       |        | DIV    | Membre d'Inseme per Bastia |
| 2015             | 2016             | 2015   | 2016 (annulation) | Marie-Claire Poggi    |        | DVG    | Kinésithérapeute Membre du Mouvement Corse Démocrate                                                                                |
| 2016             | 2021             | 2016   | 2017              | Joseph Gandolfi       |        | DIV    | Membre d'Inseme per Bastia |
| 2016             | 2021             | 2016   | 2017              | Emmanuelle de Gentili |        | PS     | Adjointe au maire de Bastia première secrétaire fédérale de Haute Corse et Secrétaire nationale à la croissance bleue au sein du PS |

À l'issue du 1er tour des élections départementales de 2015, deux binômes sont en ballotage : Joseph Gandolfi et Marie-Claire Poggi (Divers, 36,41 %) et Joseph Martelli et Anne-Marie Piacentini (PRG, 34,23 %). Le taux de participation est de 47,42 % (3 135 votants sur 6 611 inscrits) contre 56,69 % au niveau départemental et 50,17 % au niveau national.
Au second tour, Joseph Gandolfi et Marie-Claire Poggi (Divers) sont élus avec 51,92 % des suffrages exprimés et un taux de participation de 57,54 % (1 850 voix pour 3 803 votants et 6 609 inscrits).
Le scrutin de 2015 a été annulé par le Conseil Constitutionnel.
Une élection partielle est organisée les 2 et 9 octobre 2016. Au second tour, Joseph Gandolfi et Emmanuelle de Gentili (DVG) sont élus avec 51,83 % des suffrages exprimés face à Joseph Martelli et Anne-Marie Piacentini (DVG).

## Composition

### Composition avant 2015

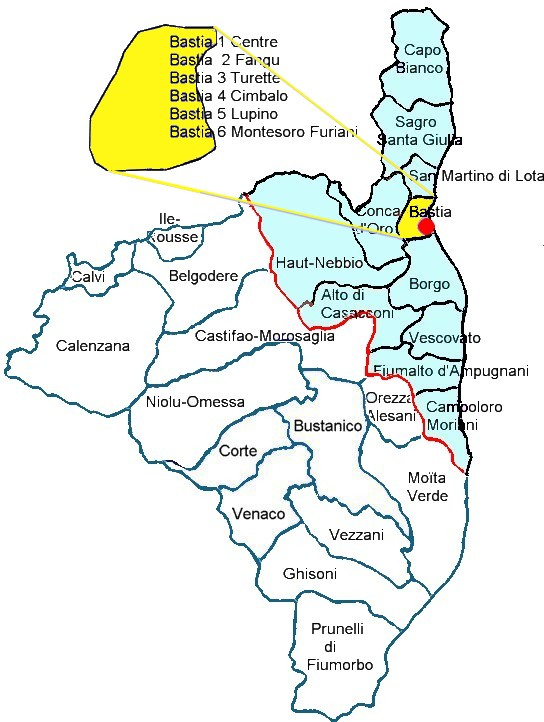
Localisation du canton de Bastia-Turette de 1973 à 2015.

Lors de sa création, le canton de Bastia-III (Turette) comprenait les voies et quartiers ci-après : boulevard Auguste-Gaudin, rue Saint-Angelo, rue Sainte-Elisabeth, chemin du Fort-Lacroix (partie Sud), route de Saint-Florent (partie Sud), Monserato, Suerta, rue du Chanoine-Letteron, rue du Pontetto, rue de l'Huile, rue du Bastion, place Prélat, rue des Mulets, maison Romieu, rampe Saint-Charles, rue du Colle, rue du Nouveau-Marché (numéros impairs), rue Julietta.
Ce canton se composait du quartier Turette de la ville de Bastia dans l'arrondissement de Bastia (bleuté sur la carte). Son altitude variait de 0 (Bastia) à 963 m (Bastia) pour une altitude moyenne de 30 m.
Le canton de Bastia-3 était composé d'une fraction de commune.

### Composition depuis 2015
| Nom                            | Code Insee | Intercommunalité | Superficie (km2) | Population (dernière pop. légale)                | Densité (hab./km2) | Modifier                                    |
| ------------------------------ | ---------- | ---------------- | ---------------- | ------------------------------------------------ | ------------------ | ------------------------------------------- |
| Bastia (bureau centralisateur) | 2B033      | CA de Bastia     | 19,38            | Fraction : 14 798 (2022) Commune : 47 459 (2022) | 2 449              | modifier les données · modifier les données |
| Canton de Bastia-3             | 2B03       |                  |                  | 14 798 (2022)                                    |                    | modifier les données                        |

Le nouveau canton de Bastia-3 comprend la partie de la commune de Bastia située :
1. au sud d'une ligne définie par l'axe des voies et limites suivantes : depuis la limite territoriale de la commune de Ville-di-Pietrabugno, route de Ville (direction Sud-Est), route de Petrabugno (direction Sud-Est), chemin de Campu-Ventosu (direction Sud-Est), route supérieure de Cardo (direction Sud-Est), route de Cardo (direction Nord-Est), chemin de Tavulinu, chemin de Trincera, route de Cardo (direction Sud-Est), 150 mètres avant l'intersection entre la route de Cardo et la route de Saint-Florent, chemin rejoignant directement la route de Saint-Florent (direction Sud-Est), route de Saint-Florent (direction Nord-Est), route menant à la montée San-Rocuccio (direction Sud-Est), montée San Rocuccio, rue Saint-Joseph (direction Nord-Est), montée Capazza ;
2. au nord d'une ligne définie par l'axe des voies et limites suivantes : depuis la limite territoriale de la commune de Furiani, chemin de Pinello (direction Nord-Ouest), route Royale (direction Sud-Est), rue des Tilleuls, rue des Ibis (direction Nord-Est), rue François-Vittori (direction Sud-Est), rue Saint-Exupéry, rue Jean-Pierre-Gafory (direction Est), avenue de la Libération (direction Sud), route du Front-de-Mer.

## Démographie

### Démographie avant 2015
| 1975 | 1982 | 1990  | 1999  | 2006  | 2011  | 2012  |
| ---- | ---- | ----- | ----- | ----- | ----- | ----- |
| -    | -    | 1 606 | 2 866 | 3 087 | 3 815 | 4 125 |

### Démographie depuis 2015
En 2022, le canton comptait 14 798 habitants, en évolution de +5,98 % par rapport à 2016 (Haute-Corse : +5,15 %, France hors Mayotte : +2,11 %).
| 2013   | 2018   | 2022   |
| ------ | ------ | ------ |
| 12 598 | 15 099 | 14 798 |